# Лола Юлдашева
Лола Равшанбековна Юлдашева (на узбекски: Lola Ravshanbekovna Yoʻldosheva, известна под артистичния псевдоним Лола) е узбекска певица, авторка на песни и актриса. През 2003 г. става известна в Узбекистан с песента си Muhabbatim (в превод „Моя любов“). Тя записва песни както на узбекски, така и на руски език.

## Биография
Родена е на 4 септември 1985 г. в Ташкент, Узбекска ССР, СССР. Тя е първо дете на бизнесмена Равшанбек Джуманазарович Юлдашев и Гулнара Шамилевна Юлдашева. Баща ѝ е от узбекски произход, а майка ѝ от татарски. Има брат Руслан и 2 сестри на име Анора и Асал.
Започва да пее от малка. През 2004 и 2005 г. получава наградата Tarona за най-добър сценичен костюм, а през 2005 г. – за най-добра певица. Същата година се омъжва и напуска сцената за неопределено време, завръща се в шоубизнеса през 2011 г. Снима се и в няколко филма в Узбекистан.
През 2003 г. участва в узбекския филм „Севинч“ заедно с певицата Шахзода и получава положителни отзиви за ролята си както от критици, така и от фенове.
През април 2015 г. тя получава предупреждение от Uzbeknavo (правителствената агенция на Узбекистан, която издава лицензи на изпълнители) за носенето на полуразголена червена рокля, тъй като „противоречи на националния манталитет“, докато изпълнява песента Koʻnikmadim с узбекската певица Райхон по време на концерт на 24 февруари 2015 г. Седмица по-рано Uzbeknavo издава директива, според която певиците вече не трябва да носят дрехи, които разкриват раменете или краката им, че не трябва да се появяват „полуголи“ на публични събития и че не трябва да включват никакви сексуални движения на сцената.
През ноември 2019 г. тя пуска музикално видео за сингъла си в личния си канал в „Ютюб“, където критикува цензурата на певци и музиканти в Узбекистан. Видеото предизвиква интерес и е определено като „социален протест“, смятано е за революционно от много критици и фенове, включително известния узбекски режисьор Али Хамроев. Узбекските правителствени служители обаче разкритикуват музикалния видеоклип, като заявяват, че „всички клипове, цялата музика и песни трябва да се придържат към узбекския манталитет“. През 2020 г. певицата изтрива канала си в „Ютюб“ заедно с всичките си видеоклипове.

## Дискография
Лола има издадени седем студийни албума:
- Netayin? (2002)
- Muhabbatim (2004)
- Topdim baxtimni (2005)
- Imkon ber (2010)
- Senga (2011)
- Sogʻindim (2012)
- Kel (2014)